# Hliněná
Hliněná (německy Gleimen) je malá vesnice, část obce Malšovice v okrese Děčín. Nachází se asi 1,5 kilometru jihozápadně od Malšovic. Hliněná je také název katastrálního území o rozloze 2,13 km².

## Historie
První písemná zmínka o vesnici pochází z roku 1543.
Název se vyvíjel postupně z místního pojmenování „w Glyitinie“ („w hliniemie“): Gleimmer, Gleymen, Hlinná, Glejna, Gleim, Hlíny, Gleimen.

## Obyvatelstvo
Při sčítání lidu v roce 1921 ve vsi žilo 140 obyvatel (z toho 64 mužů), z nichž byli dva Čechoslováci a 138 Němců. Kromě pěti evangelíků se hlásili k římskokatolické církvi. Podle sčítání lidu z roku 1930 měla vesnice 142 obyvatel: tři Čechoslováky a 139 Němců. S výjimkou jednoho evangelíka a jednoho člověka bez vyznání byli římskými katolíky.
|                                                                 | 1869 | 1880 | 1890 | 1900 | 1910 | 1921 | 1930 | 1950 | 1961 | 1970 | 1980 | 1991 | 2001 | 2011 |
| --------------------------------------------------------------- | ---- | ---- | ---- | ---- | ---- | ---- | ---- | ---- | ---- | ---- | ---- | ---- | ---- | ---- |
| Obyvatelé                                                       | 175  | 159  | 169  | 144  | 162  | 140  | 142  | 70   | 61   | 61   | 46   | 22   | 46   | 45   |
| Domy                                                            | 31   | 31   | 31   | 31   | 32   | 31   | 31   | 27   | —    | 15   | 13   | 8    | 18   | 18   |
| Počet domů z roku 1961 je zahrnut v domech místní části Javory. |      |      |      |      |      |      |      |      |      |      |      |      |      |      |

## Galerie

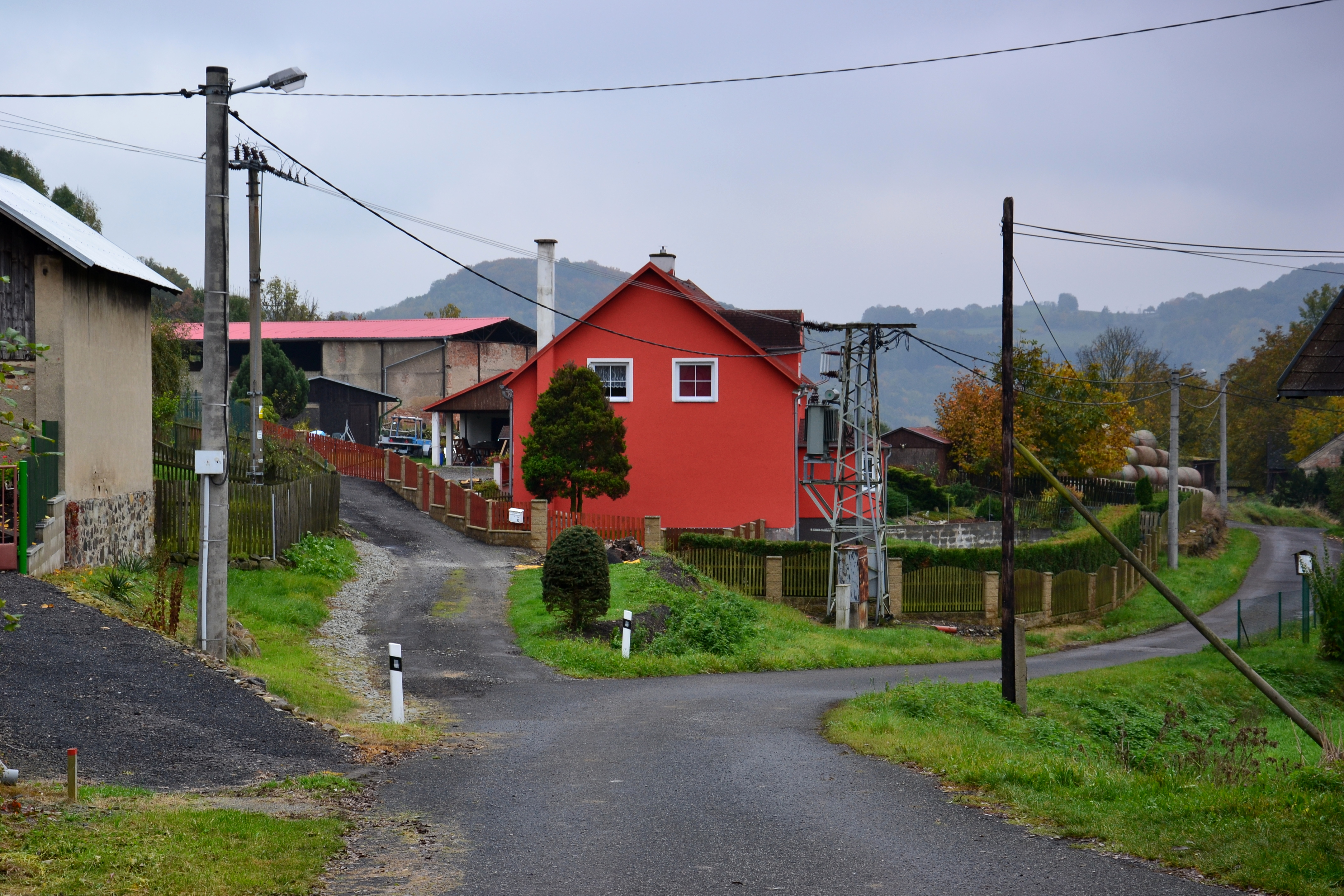
Levá strana potoka s domem čp. 32
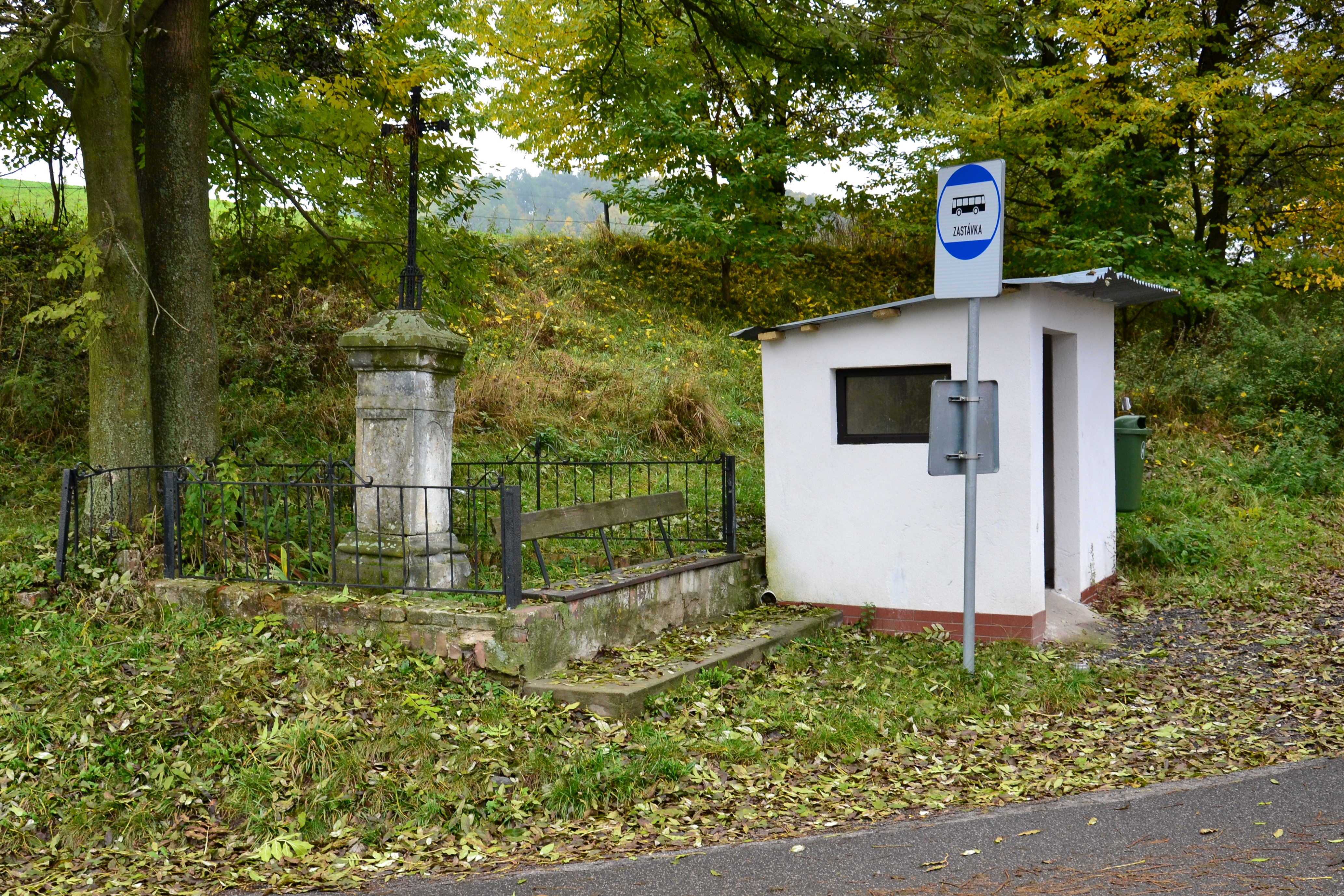
Kříž s autobusovou zastávkou
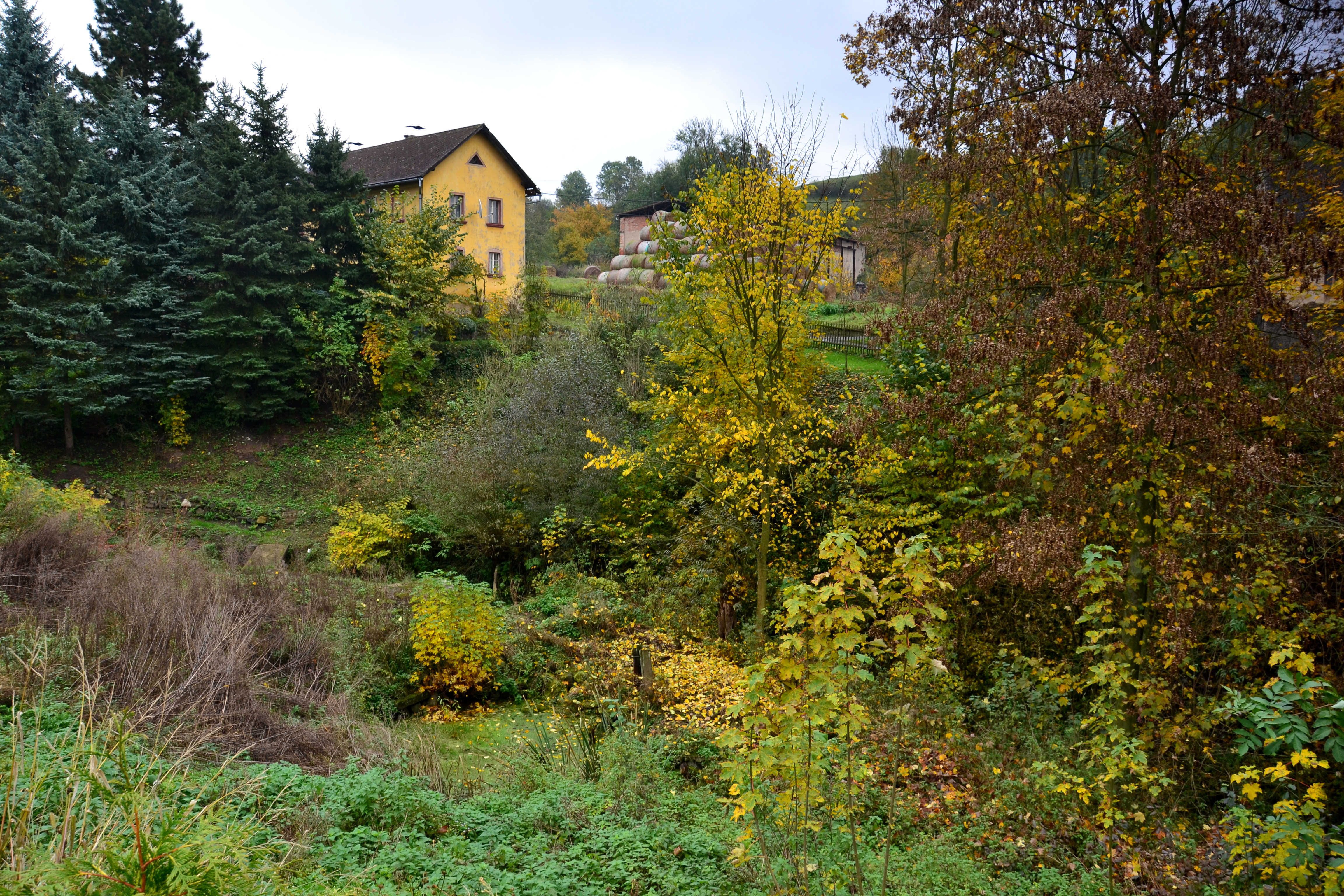
Údolí potoka s malým rybníkem